# Heinrich Kipping
Pour les articles homonymes, voir Kipping.

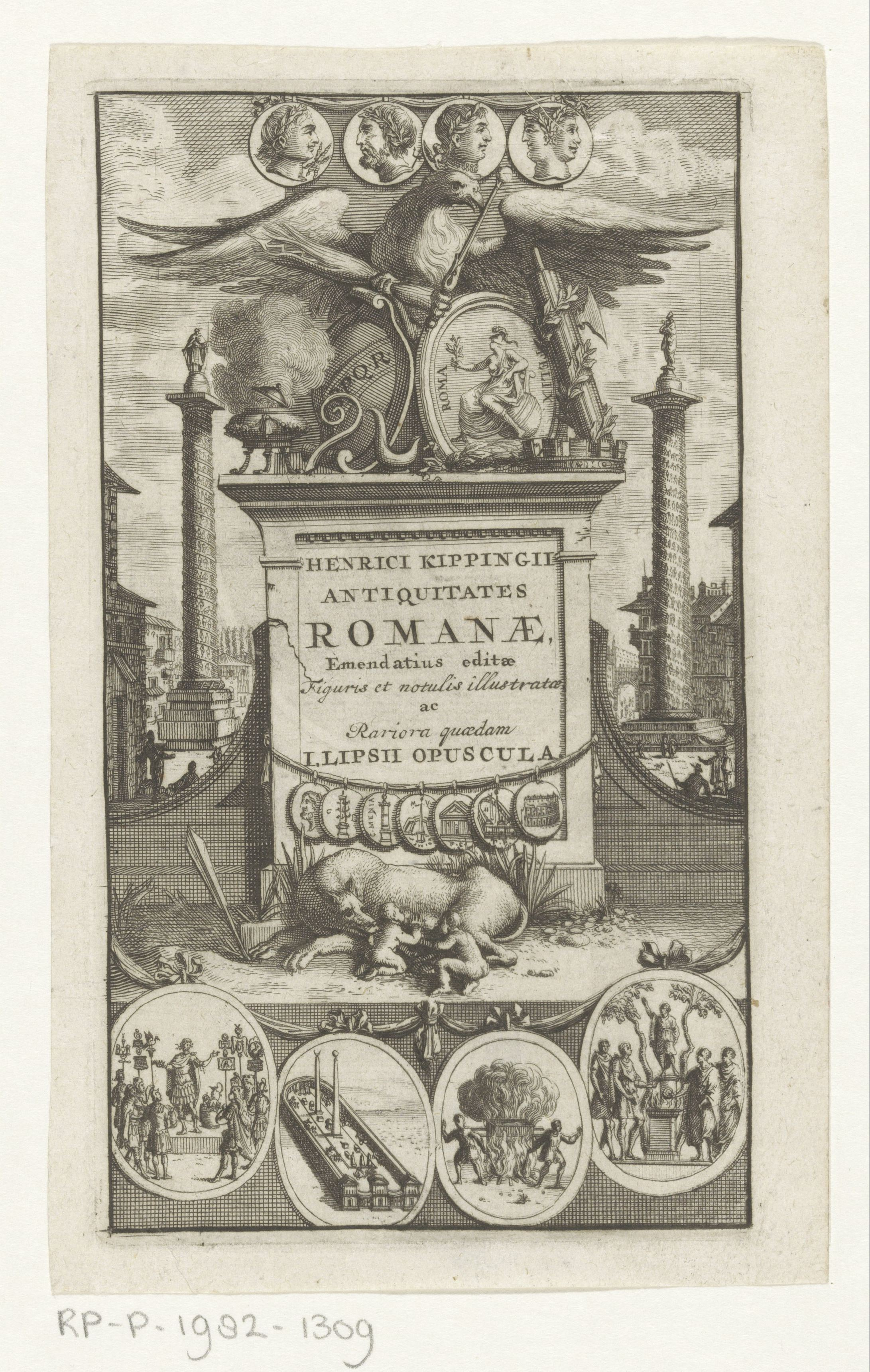
Heinrich Kipping, Antiquitates Romanae, Leiden, Petrus van der Aa, 1713.

Heinrich Kipping (en latin Kippingius), né à Rostock vers 1623 et mort à Brême le 26 février 1678, est un philologue et archéologue allemand. 

## Biographie
Magistrat à Wittenberg, il y est capturé par les Suédois et enrôlé de force. Le baron Alexander Erskein, qui l'avait trouvé plongé dans la lecture de Statius au poste de garde de la ville, le fait renvoyer et lui donne un emploi de bibliothécaire privé. En 1654, il est nommé par le gouvernement suédois comme sous-recteur et en 1672 co-recteur de l'école de la cathédrale de Brême, où il finit sa vie.
Correcteur à l'Académie de Brême, il est connu pour l'ouvrage Antiquitatum romanarum libri (3 vol.).